# ミュンヘン国際園芸博覧会
ミュンヘン国際園芸博覧会（ミュンヘンこくさいえんげいはくらんかい, International Horticultural Exhibition Munich 1983）は、1983年4月28日から10月9日まで西ドイツのミュンヘンで開催された国際園芸博覧会であり、博覧会国際事務局から認定された国際博覧会（特別博）である。会期中1,160万人が来場した。